# 야노슈헐머구

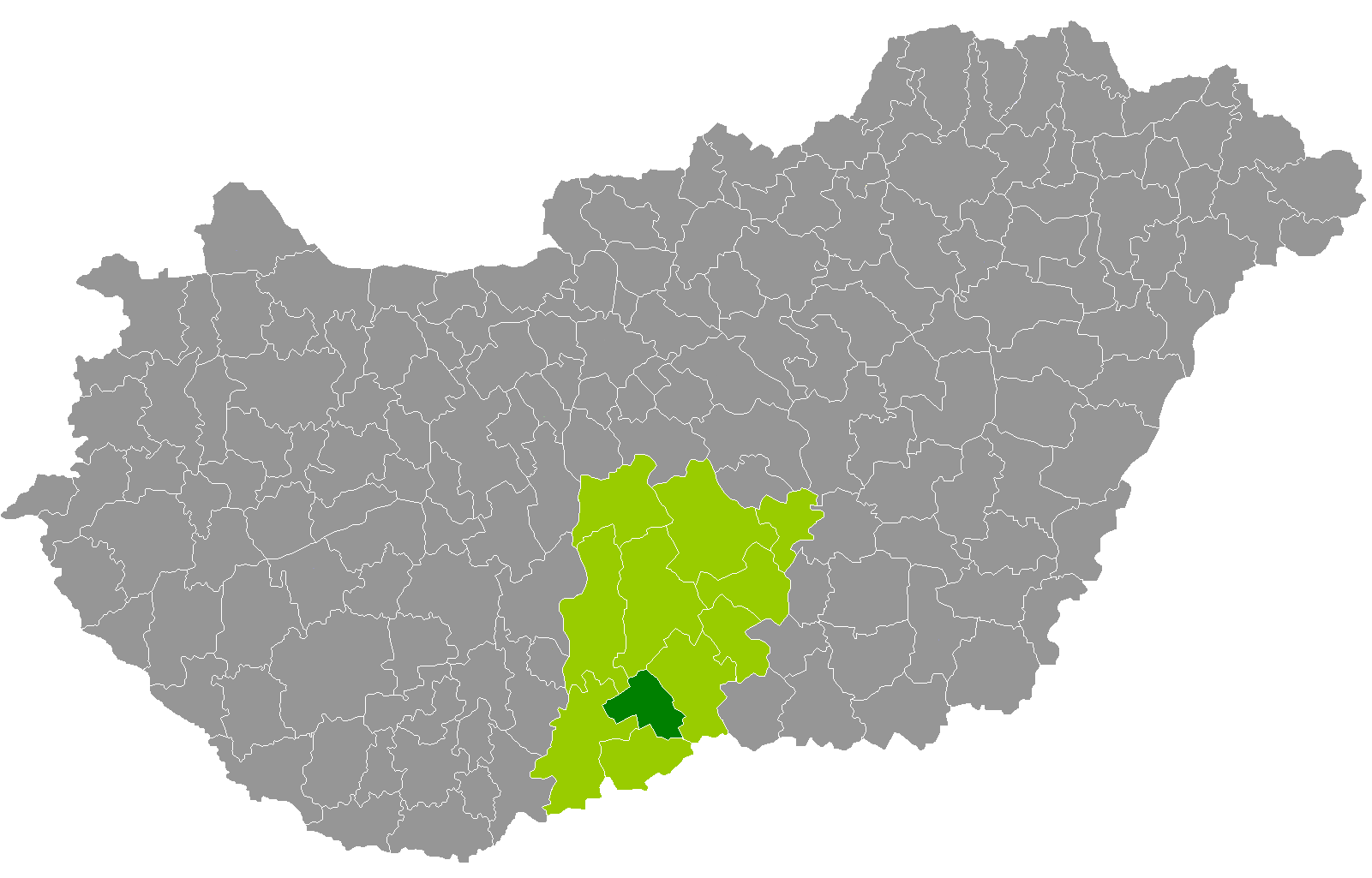
바치키슈쿤주 지도에 표시된 야노슈헐머구의 위치

야노슈헐머구(헝가리어: Jánoshalmai járás)는 헝가리 바치키슈쿤주에 위치한 구로 구청 소재지는 야노슈헐머이며 면적은 439.03km2, 인구는 17,341명(2011년 기준), 인구 밀도는 39명/km2이다.
북쪽으로는 키슈쾨뢰시구, 북쪽과 동쪽으로는 키슈쿤헐러시구, 남쪽으로는 바철마시구, 서쪽으로는 버여구, 북서쪽으로는 컬로처구와 접한다. 5개 지방 자치체(2개 시, 3개 마을)를 관할한다.

구 문장